# Itur HaOz

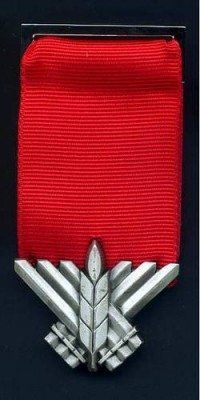
Itur HaOz

Itur HaOz, Hebreeuws: עיטור העוז, Engels: Medal of Courage, is een Israëlische militaire onderscheiding.
Deze onderscheiding werd in 1970 ingesteld door een wet aangenomen in de Knesset (het Israëlische parlement) en kan ook uitgereikt worden voor militaire acties voor 1970.
De medaille wordt uitgereikt voor een heldhaftig optreden met risico voor eigen leven tijdens het vervullen van een militaire missie. 
Tussen het heden en 1970 hebben 220 deze onderscheiding gekregen, de laatste keer dat deze onderscheiding werd uitgereikt was in 2005, daarvoor was deze onderscheiding al 23 jaar niet uitgereikt. In 2007 werd aangekondigd dat zes soldaten die meevochten in de 2e Libanonoorlog ook deze onderscheiding zullen krijgen. Twee man hebben deze onderscheiding tweemaal ontvangen.

## Uiterlijk
Het uiterlijk van de medaille is verzonnen door Dan Reisinger, met de voorwaarden dat de medaille zou bestaan aan zes kruisende zwaarden met in het midden een olijftak. Op de achterkant staat niets.
De medaille zit vast aan rood lintje, wat symbool staat voor het bloed en vuur in het gevecht. 
De medailles worden gemaakt door de Israel Government Coins and Medals Corporation.

## Bekende Israëliërs die deze onderscheiding hebben ontvangen
- Amnon Lipkin-Shahak (אמנון ליפקין-שחק), tweemaal.
- Oved Ladishinsky, tweemaal.
- Meir Har-Zion ontving deze medaille voor zijn deelname aan een militaire missie in 1956.
- Rafael Eitan(רפאל "רפול" איתן) ontving deze medaille voor zijn deelname tijdens een missie in Syrië in 1955.
- Shmuel Gonen ontving deze medaille tijdens de Suezcrisis.
- Meir Dagan (מאיר דגן) ontving deze medaille voor het ontwapenen van een terrorist in 1971.
- Yitzhak Mordechai (יצחק מרדכי) ontving deze medaille voor zijn deelname aan de Jom Kipoeroorlog.
- Yossi Ben Hanan ontving deze medaille voor zijn deelname aan de Jom Kipoeroorlog.
- Roi Klein (רועי קליין) ontving deze medaille omdat hij op een granaat sprong om zijn wapenbroeders te beschermen in de Tweede Libanonoorlog.